# Allison Moorer

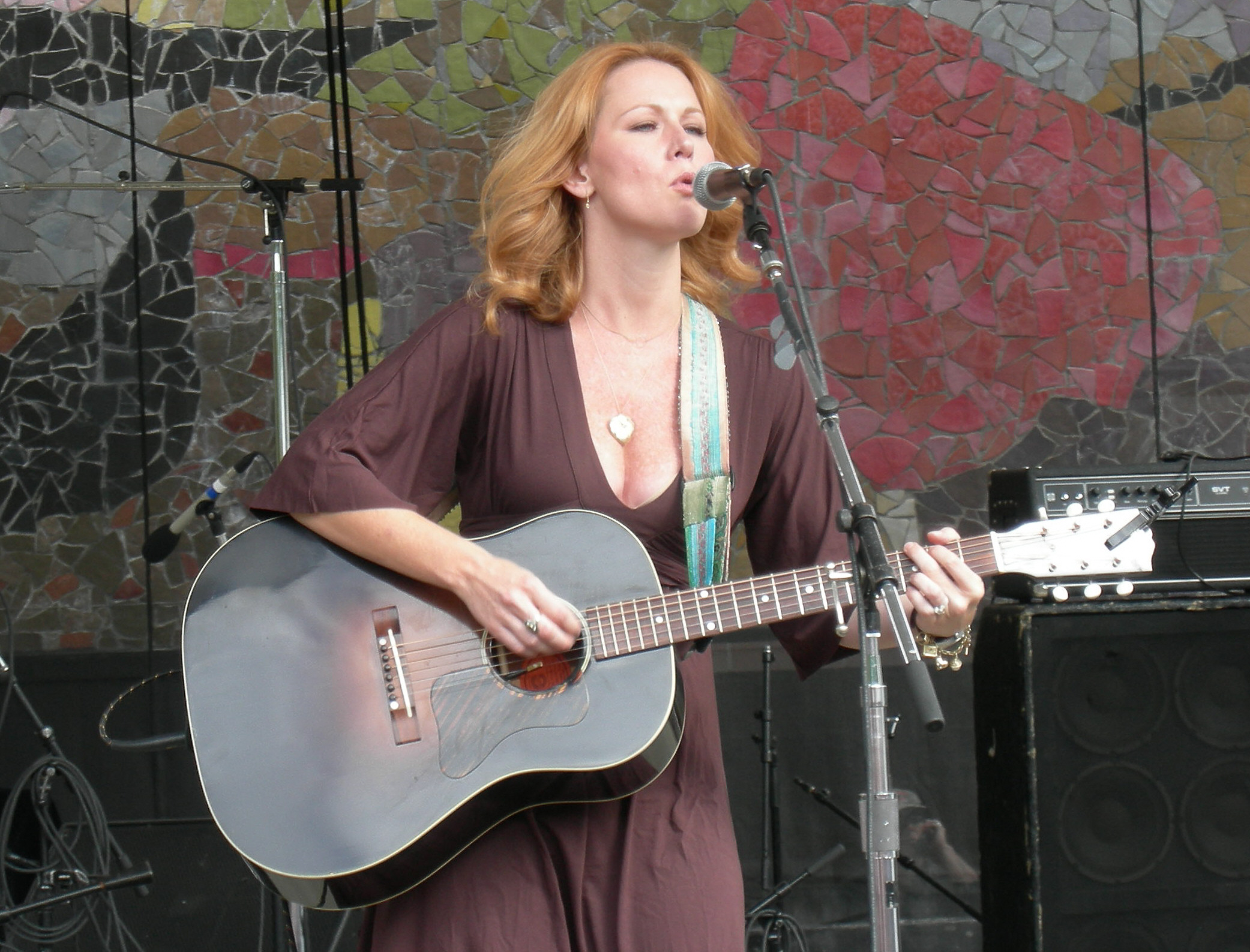
Allison Moorer auf einem Konzert in Seattle (2007)

Allison Moorer (* 21. Juni 1972 in Mobile, Alabama) ist eine US-amerikanische Musikerin und Sängerin.

## Karriere
Bekannt wurde Moorer mit dem Song A Soft Place to Fall, der 1998 für den Kinofilm Der Pferdeflüsterer ausgewählt und 1999 in der Kategorie Bester Song für den Oscar nominiert war. Bis 2000 gelangen Moorer vier kleinere Hits in den amerikanischen Country-Charts. Der große Durchbruch blieb ihr trotz eines lukrativen Plattenvertrags bei einem Major-Label versagt.
Die ersten Alben bis Show sind reine Country-Alben, während die folgenden Werke ab The Duel mehr in Richtung Pop und Rock gehen und die Texte sich vom Themenkreis der Nashville-Country-Musik absetzen.

## Privat
Moorer ist die jüngere Schwester von Shelby Lynne und war von 2005 bis 2015 mit Steve Earle verheiratet. Das Paar hat einen 2010 geborenen Sohn. Seit 2017 ist Moorer mit dem Singer-Songwriter Hayes Carll liiert. Die beiden heirateten 2019.
Moorer und ihre Schwester mussten 1986 mit ansehen, wie ihr Vater zuerst ihre Mutter und dann sich selbst tötete. Shelby kümmerte sich in der Folge um ihre jüngere Schwester.

## Diskografie
- Alabama Song (1998,  MCA Records)
- The Hardest Part (2000,  MCA Records)
- Miss Fortune (2002, Universal South)
- Show – A Live Release (2003,  Universal South)
- The Duel (2004, Sugar Hill Records)
- Getting Somewhere (2006, Sugar Hill Records)
- The Ultimate Collection (2008, Hump Head Records)
- Mockingbird (2008, New Line Records)
- Crows (2010, Rykodisc)
- Down to Believing (2015, E1 Music/Proper Records)
- Not Dark Yet (mit Shelby Lynne, 2017, Silver Cross Records)
- Blood (2019, Autotelic Records)